# Pia Wieteck

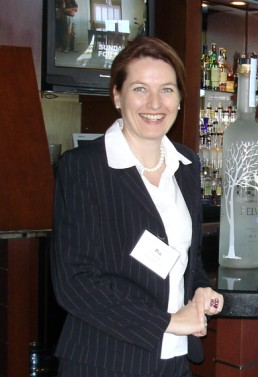
Pia Wieteck auf dem NANDA-I-Kongress (2006)

Pia Wieteck (* 20. Mai 1965) ist eine deutsche Pflegewissenschaftlerin.

## Lebenslauf
Zu Beginn des beruflichen Werdegangs absolvierte Pia Wieteck die Krankenpflegeausbildung am Klinikum Ingolstadt. Nach fünf Jahren Berufserfahrung in verschiedenen Fachbereichen schloss sie 1990 die Ausbildung zum Lehrer für Pflegeberufe an der Katholischen Akademie für Pflegeberufe in Regensburg ab. Zunächst sammelte sie berufliche Erfahrungen als Lehrerin am Medizinischen Schulzentrum des Klinikums Ingolstadt und im Psychiatrischen Landeskrankenhaus Weissenau. 1995 bis 1998 war sie Leitung der Krankenpflegeschule am Kreiskrankenhaus Rinteln.
Ihr Studium mit pflegewissenschaftlicher Ausrichtung beendete Pia Wieteck 2001 an der Fachhochschule in Darmstadt. Von 2003 bis 2007 promovierte sie an der Universität Witten-Herdecke.
Seit 1989 begleitet und steuert Pia Wieteck als Leiterin der Abteilung "Forschung und Entwicklung" des Unternehmens RECOM GmbH die Entwicklung von European Nursing Care Pathways (ENP), ein Pflegeklassifikationssystem bestehend aus Pflegediagnosen, -zielen und -maßnahmen zur EDV-gestützten Dokumentation des Pflegeprozesses. Später führte sie das Projekt als Leitung des ENP-Entwicklerteams fort. Sie ist auch für die Übersetzung der Pflegediagnosen der NANDA International in die deutsche Sprache mitverantwortlich.

## Arbeitsschwerpunkte
- Weiterentwicklung und Validierung von ENP[6], sowie Mapping von ENP mit anderen Klassifikationen des Gesundheitswesens wie ICNP, ICD-10, OPS, PKMS, LEP und Kriterien des MDK zur Pflegestufenfeststellung
- PKMS-Schulungen und Teilnahme an Arbeitsgruppen zur Weiterentwicklung der Abbildbarkeit der Pflege im DRG-System.
- Durchführung von Zertifizierungs-Audits für die DQS Branche 38 im Krankenhaus und Altenpflegebereich
- Fachberatung bei Fernlehrunterlagen zum Qualitätsmanagement
- Gastdozentin an der Tiroler Privatuniversität UMIT in Hall sowie weitere freie Dozententätigkeiten

## Forschungsschwerpunkte
- Adäquate Abbildbarkeit von Pflege im DRG-System,[7] sowie Forschungsarbeiten zu dem Themenschwerpunkt Varianzaufklärung von Pflegezeit über Indikatoren wie Patientenzustände und/oder Pflegediagnosen
- Begleitung von Forschungsarbeiten zu ENP oder NANDA Validierung von Studenten unterschiedlicher Fachhochschulen/Universitäten[8]
- Pflegeklassifikationen wie ENP, NANDA-I, ICNP, ICF, LEP, NIC, NOC, POP und SNOMED CT mit den Schwerpunkten: Validierungsarbeiten, Personalberechnung, Fallkostenkalkulation sowie die Konstruktion der Systeme
- Outcome-Messung durch die Nutzung von Daten einer Pflegeprozessdokumentation mit standardisierter Terminologie
- Elektronische Patientenakte – Umsetzung von standardisierter Terminologie in der Pflegedokumentation, Schwerpunkte sind semantische und syntaktische Interoperabilität
- Qualitätsverbesserung durch Personalentwicklung, Pflegevisiten, hermeneutische Fallarbeit im Altenpflegebereich und Umsetzung des Pflegeprozesses

## Berufliche Gremien, Kommissionen, Verbände
- Mitglied der Expertengruppe des 2. Pflegegipfels im Auftrag des DPR 2008-2009
- Leitung der Arbeitsgruppe des Deutschen Pflegerates zur Entwicklung des OPS 9-20 von 2008 bis 2010
- Begleitung der Expertenarbeitsgruppe der DMGP zur adäquaten Abbildung der Patienten mit Querschnittlähmung im DRG-System 2009-2011
- Mitglied bei NANDA
- Mitglied des DBfK
- Mitglied der Deutschen Gesellschaft für Medizincontrolling e.V.
- Vorstand der Fachgesellschaft Profession Pflege e.V.

## Veröffentlichungen (Auszug)
- Pia Wieteck: Personalentwicklung in Pflegeberufen : Schulungskonzept für das mittlere und obere Pflegemanagement zur Umsetzung eines Qualitätsmanagementsystems. RECOM Verlag, Bad Emstal 2000, ISBN 3-89752-097-4.
- Pia Wieteck: ENP - European nursing care pathways: standardisierte Pflegefachsprache zur Abbildung von pflegerischen Behandlungspfaden ; Leistungstransparenz und Qualitätssicherung im Gesundheitswesen. RECOM Verlag, Bad Emstal 2004, ISBN 978-3-89752-100-1.
- Pia Wieteck, Britta Opel: Planen, formulieren, dokumentieren : Pflegediagnosen für die Altenpflege auf Grundlage der standardisierten Pflegefachsprache ENP. 2. Auflage. RECOM Verlag, Bad Emstal 2008, ISBN 978-3-89752-105-6.
- Pia Wieteck: Validierung von Pflegediagnosen der Pflegeklassifikation ENP (European Nursing care Pathways): crossmappings von ENP mit ICNP und NANDA. RECOM Verlag, Bad Emstal 2008, ISBN 978-3-89752-104-9 (Dissertation. Univ. Witten-Herdecke).
- Pia Wieteck: Praxisleitlinien Pflege : Planen und Dokumentieren auf Basis von Pflegediagnosen der Klassifikation ENP. RECOM Verlag, Bad Emstal 2009, ISBN 978-3-89752-102-5.

- Simon Berger, Holger Mosebach, Pia Wieteck (Hrsg.): NANDA-I-Pflegediagnosen: Definitionen und Klassifikation 2009-2011. RECOM Verlag, Bad Emstal 2008, ISBN 978-3-89752-115-5.
- Pia Wietek (Hrsg.): Handbuch für PKMS und PPR-A4 : Kodierrichtlinien und praktische Anwendung der OPS 9-20 hochaufwendige Pflege von Patienten. 2. Auflage. RECOM Verlag, Kassel 2011, ISBN 978-3-89752-124-7.
- Pia Wieteck (Hrsg.): Praxisleitlinien Altenpflege: planen, formulieren, dokumentieren mit ENP-Pflegediagnosen. RECOM Verlag, Kassel 2010, ISBN 978-3-89752-107-0.
- Pia Wieteck: Ausbildungsleitfaden Pflege: Lernzielorientierter Leistungskatalog und Nachweis für die praktische Pflegeausbildung. RECOM Verlag, Kassel 2011, ISBN 978-3-89752-109-4.
- Pia Wieteck, Sebastian Kraus: Personalbedarf Pflege. Sektorenübergreifende Analyse der Pflegepersonalsituation und ihrer Bemessungsgrundlagen mit Handlungsempfehlungen. RECOM Verlag, Kassel 2016, ISBN 978-3-89752-132-2.